# Lambert węgierski
Lambert węgierski (zm. ok. 1096) – królewicz węgierski z dynastii Arpadów.
Był trzecim i najmłodszym synem Beli I i nieznanej z imienia córki Mieszka II Lamberta, króla Polski.
Kiedy w 1077 r. jego brat Władysław I Święty został królem Węgier, Lambert objął księstwo Nitry, stanowiące terytorium nadawane młodszym przedstawicielom dynastii Arpadów.